# Anna de Beaujeu
Anna de Valois, Anna Francuska, Anna de Beaujeu (ur. w kwietniu 1461 w Genappe, zm. 14 listopada 1522 w Chantelle) – córka Ludwika XI Walezjusza, króla Francji, i jego drugiej żony Karoliny Sabaudzkiej.

## Księżna de Burbon
W młodości początkowo Annę swatano z Karolem Zuchwałym, księciem Burgundii, do małżeństwa jednak nie doszło. Następnie została zaręczona z Mikołajem I Andegaweńskim, księciem Lotaryngii i w 1468 uprzedzając to małżeństwo otrzymała tytuł wicehrabiny Thouars. Mikołaj jednak złamał zaręczyny, żeby poślubić dziedziczkę Burgundii, Marię i zmarł niespodziewanie w 1473 nie doczekawszy ślubu. Tego samego roku Anna poślubiła Piotra II, księcia de Burbon.

## Regentka Francji
Po śmierci jej ojca w 1483 – Piotr i Anna razem sprawowali regencję na czas małoletności jej młodszego brata Karola VIII, który został królem Francji. Regencja trwała od 1483 do 1491, małżonkowie razem zachowali królewski autorytet oraz jedność królestwa – wszystko na przekór dążeniom partii orleańskiej.
Anna musiała przezwyciężyć wiele trudności, m.in. bunty licznych książąt i możnych, którzy stracili wiele władzy i majątków pod rządami poprzedniego króla, ojca Anny. Poczyniła ona kilka ustępstw na ich korzyść, a na niekorzyść ulubieńców byłego króla; np. przywróciła odebrane ziemie nawet wrogim rodzinom (m.in. rodzinie przyszłego króla Ludwika XII, znanej jako książęta Orleanu).
To Anna była autorką końcowego traktatu pokojowego kończącego formalnie wojnę stuletnia – pokoju w Etaples. W 1491 (mimo sprzeciwu Austrii i Anglii) zaaranżowała małżeństwo swojego brata z Anną, księżną Bretanii, dzięki czemu Bretania miała stać się częścią Francji. Jednak kiedy Karol po ślubie z Anną objął samodzielne rządy, poszedł na daleko idące ustępstwa względem Anglii i Habsburgów przekreślając możliwość ścisłego włączenia Bretanii do korony. Wiązało się to z włoskimi planami młodego króla.
W 1484 roku na miejscu dawnego królewskiego pawilonu myśliwskiego w Gien zleciła zbudowanie zamku.

## Późniejsze życie i śmierć
Po 1491 roku Anna odsunęła się od spraw królestwa. Piotr zmarł w 1503, a jedyna ich córka – Zuzanna, księżna de Burbon, odziedziczyła po nim dobra. Anna, która zawsze dominowała w swoim małżeństwie, pozostała jednak administratorem ziemi Burbonów nawet po śmierci Piotra. Chroniła je przed wchłonięciem do ziem królewskich. Jej córka Zuzanna poślubiła innego księcia de Burbon, Karola Burbon-Montpensier, przyszłego konetabla Francji. Para ta miała trzech synów, zmarłych we wczesnym dzieciństwie. Sama Zuzanna zmarła przed swoją matką, a jej dobra odziedziczył w większości jej mąż i jako Karol III został księciem de Burbon.
Kiedy Anna zmarła w 1522, jej własna linia zdążyła wygasnąć, nie miała ona żadnych żyjących potomków. Spadkobiercami stali się potomkowie jej ciotki Anny de Laval.